# Mitchell Kappenberg
Mitchell Kappenberg (Haarlem, 5 mei 1986) is een Nederlands voetballer die als middenvelder speelde.
Hij speelde eerder bij AZ, FC Omniworld, HHC Hardenberg en Almere City FC. In de jeugd speelde hij bij ASC Waterwijk, De Zwarte Schapen, Sporting Flevoland en FC Groningen.
Kappenberg maakte zijn debuut in het betaalde voetbal op 10 augustus 2007 tegen RKC Waalwijk.

## Clubstatistieken
| Seizoen | Club           | Duels | Goals | Competitie         |
| ------- | -------------- | ----- | ----- | ------------------ |
| 2006/07 | AZ             | 0     | 0     | Eredivisie         |
| 2007/08 | FC Omniworld   | 7     | 0     | Eerste divisie     |
| 2008/09 | FC Omniworld   | 26    | 3     | Eerste divisie     |
| 2009/10 | FC Omniworld   | 29    | 3     | Eerste divisie     |
| 2010/11 | HHC Hardenberg | 0     | 0     | Topklasse Zaterdag |
| 2011/12 | Almere City FC | 5     | 1     | Eerste divisie     |
| Totaal  |                | 67    | 7     |                    |